# Martín Péres de Siones
Marcin Perez de Siones (hiszp. Martín Pérez de Siones) – wielki mistrz zakonu Calatrava w latach 1170–1182.
Wywodził się z Tarazony w Aragonii.
Na początku swoich rządów mistrz musi się zmagać z niebezpieczeństwem rozbicia zakonu, gdyż część braci na zwierzchnika zakonu wybiera Diego Garcię. Schizma ta zostaje jednak szybko przezwyciężona (w 1172 r.).
Czas rządów de Sionesa to czas zdobywanie nowych członków zakonu, udział w walkach z Maurami i uzyskiwanie nowych przywilejów, w tym prawa do wszystkich zamków, zdobytych przez zakon na muzułmanach, i posiadłości w miastach, zdobytych przy udziale zakonu (przywilej Alfonsa VIII z 28 czerwca 1173 r.). To także czas licznych nadań od króla i wielmożów kastylijskich, w tym zamków w Almoguera, Aceca i Cogolludo czy gajów oliwnych z Talaverze. W 1174 r. papież Aleksander III nakazuje mistrzowi posłuszeństwo arcybiskupowi Toledo, potwierdzając zależność zakonu od lokalnej władzy kościelnej, potwierdzone w roku następnym zobowiązaniem mistrza przez papieża do odprowadzania dziesięciny z posiadłości zakonnych do kasy arcybiskupstwa w Toledo.
W 1170 r. pod jego dowództwem rycerze zakonni walczą przeciwko Maurom w bitwie pod Fuencalda i pokonując ich, uwalniają od oblężenia zamek w Almodóvar del Campo, który zostaje później przez de Sionesa odbudowany. Dwustu jeńców muzułmańskich zostaje na rozkaz wielkiego mistrza straconych.
W 1174 r. zakon otrzymuje zamek w Zorita de los Canes, który zostaje przez wielkiego mistrza przekształcony w potężną twierdzę z liczną załogą i bogatym wyposażeniem.